# 白鳥政徳
白鳥 政徳（しろとり まさのり、1954年8月17日 - ）は、日本の政治家。長野県箕輪町長（2期）。

## 来歴
長野県箕輪町福与鹿垣生まれ。1973年（昭和48年）3月、長野県伊那北高等学校卒業。1980年（昭和55年）3月、中央大学法学部法律学科卒業。1980年（昭和55年）4月、長野県庁に入庁。長野県立病院機構本部事務局長、松本地方事務所長などを歴任。
2014年（平成26年）8月31日、退職。同年11月16日に行われた箕輪町長選挙に立候補し、元県議の清水洋を破り初当選を果たした。11月29日、町長就任。
2018年（平成30年）、無投票により再選。